# Ja'far ibn Yahya al-Barmaki
Abū l-Faḍl Jaʿfar ibn Yaḥyā al-Barmakī (in arabo ﺍﺑﻮ ﺍﻟﻔﻀﻞ جعفر بن يحيى ﺍﻟﺒﺮﻤﻜﻲ‎?; Baghdad, 767 – Baghdad, 9 gennaio 803) è stato un politico persiano, della Battriana, appartenente alla famiglia visirale dei Barmecidi.
Era figlio di Yahya ibn Khalid, vizir del califfo abbaside al-Mahdi e di suo figlio Hārūn al-Rashīd. Divenne anch'egli fedele vizir di Hārūn al-Rashīd, ma fu giustiziato da questi a causa di una presunta relazione amorosa con la sorella di Hārūn, al-ʿAbbāsa, che forse nascondeva però l'intenzione del califfo di sbarazzarsi di un personaggio diventato troppo potente e popolare.

## Biografia
Dotato di grande eloquenza e profonda erudizione giuridica, Jaʿfar, che era fratello di latte di Hārūn per essere stato quest'ultimo allattato dalla moglie di Yaḥyā il Barmecide, fu nominato, nel 792, da Hārūn suo governatore delle province occidentali, pur senza prender possesso della carica fino al 796, allorché gli fu ordinato di recarsi di persona in Siria per stroncare una rivolta in quella regione rimasta affezionata alla ormai distrutta dinastia omayyade. Fu poi governatore del Khorasan e infine nominato comandante della guardia personale del califfo, nonché ṣāḥib al-barīd (responsabile del barīd) e del ṭirāz di corte. Fu anche scelto come tutore del figlio del califfo, ʿAbd Allāh al-Maʾmūn, prescelto nel 798 dal padre per essere il secondo nella lista successoria, dopo il fratello al-Amīn. La sua realizzazione più notevole fu però l'azione di forte stimolo garantita a Baghdad dal movimento traduttorio di numerose opere greche in lingua araba. In margine a ciò non va neppure dimenticata la costruzione di una cartiera nella capitale califfale, subito dopo che il fratello al-Faḍl, wālī in Khorasan, aveva dato ordini perché se ne costruisse una a Samarcanda, come conseguenza della battaglia del Talas e della cattura di guerrieri cinesi che erano a conoscenza delle tecniche per fabbricare carta dagli scarti di lavorazione della canapa o del lino.
Il motivo ufficiale della sua condanna a morte contrasta le ipotesi che Jaʿfar fosse l'amante del califfo, di cui era intimo per elementari motivi di fratellanza acquisita (varrà la pena ricordare come la fratellanza di latte sia assimilata in tutto e per tutto nel diritto islamico con quella di sangue, impedendo ad esempio matrimoni e comportando una piena vocazione ereditaria), e per essere un nadīm assai gradito per il suo spirito e la sua intelligenza. Del tutto inattesa quindi giunse nell'802, al ritorno dal hajj, la decisione di Rashīd di dar corso nella notte del 9 gennaio 803 all'esecuzione di Jaʿfar, il cui cadavere fu poi inchiodato a una delle porte di uno dei vari ponti che a Baghdad consentivano l'attraversamento del Tigri. Che il vero motivo del misfatto fosse la volontà del califfo di eliminare la potente famiglia visirale barmecide, che aveva legato le sue sorti alla causa abbaside fin dal momento della rivoluzione che portò alla caduta degli Omayyadi, lo dimostra l'arresto che contemporaneamente fu disposto del fratello di Jaʿfar, al-Faḍl, e degli altri loro fratelli, nonché quello dell'anziano Yaḥyā, oltre al sequestro di ogni bene appartenuto ai Barmecidi.

## Nella cultura di massa

### Letteratura
- L'esecuzione di Ja'far viene ricordata con commossa e stupefatta partecipazione nelle Mille e una notte.

### Filmografia
- Il personaggio di Jafar, l'antagonista principale dei film Disney Aladdin e Il ritorno di Jafar, è in parte ispirato a lui.